# Cantó de Marsella La Ròsa
El cantó de Marsella La Ròsa és un cantó francès del departament de les Boques del Roine, situat al districte de Marsella. És format per part del municipi de Marsella.

## Municipis
Aplega tot o part dels següents barris de Marsella:
- Frais Vallon
- La Ròsa
- Malpassé
- Saint-Jérôme
- Saint-Just
- Saint-Mitre
- La Maurelle

| Data d'elecció                           | Identitat      | Partit                    | Qualitat |
| ---------------------------------------- | -------------- | ------------------------- | -------- |
| 1973-2002                                | Lucien Weygand | PS                        |          |
| 2002-                                    | Félix Weygand  | Divers gauche, després PS |          |
| les dades anteriors no són pas conegudes |                |                           |          |